# تپه چغا محمد
تپه چغا محمد مربوط به هزاره دوم قبل از میلاد است و در شهرستان شوشتر، روستای بند مکینه واقع شده و این اثر در تاریخ ۲۲ آذر ۱۳۵۵ با شمارهٔ ثبت ۱۲۹۴ به‌عنوان یکی از آثار ملی ایران به ثبت رسیده است.